# Spigelia ramosa
Spigelia ramosa är en tvåhjärtbladig växtart som beskrevs av L. B. Smith. Spigelia ramosa ingår i släktet Spigelia och familjen Loganiaceae. Inga underarter finns listade i Catalogue of Life.